# Войпоне
Войпоне (пол. Wojponie) — село в Польщі, у гміні Шиплішки Сувальського повіту Підляського воєводства.
Населення — 25 осіб (2011).
У 1975-1998 роках село належало до Сувальського воєводства.

## Демографія
Демографічна структура станом на 31 березня 2011 року:
|          | Загалом | Допрацездатний вік | Працездатний вік | Постпрацездатний вік |
| -------- | ------- | ------------------ | ---------------- | -------------------- |
| Чоловіки | 13      | 3                  | 8                | 2                    |
| Жінки    | 12      | 2                  | 8                | 2                    |
| Разом    | 25      | 5                  | 16               | 4                    |